# Мастацкая літаратура
Видавництво «Мастацкая літаратура» — білоруське державне видавництво в місті Мінськ, що випускає художню літературу.

## Історія
Видавництво було засноване у 1972 році на базі редакцій художньої та дитячої літератури видавництва «Беларусь».
Зараз видаються серії: «Російська поезія ХХ століття», «Російська проза ХХ століття» (обидві з 1998 року), «Російська поезія ХХІ ст.», «Російська проза XXI ст.».

## Директора видавництва
- Микола Ткачов (1972—1979),
- Михайло Дубенецький (1979—1986),
- Анатолій Бутевич (1986—1987),
- Валерій Гришанович (1987—1992),
- Серафим Андреюк (1993—1996),
- Георгій Марчук (1996—2002),
- Владислав Мачульські (2002—2015).
- Алесь Бадак (з 2015 року)[1].